# Chiesa di San Bartolomeo (Savona)
La chiesa di San Bartolomeo, sede dell'omonima Parrocchia, sorge in località San Bartolomeo del Bosco, ad una dozzina di chilometri nell'entroterra del comune di Savona lungo la SP 12 (Savona - Altare)

## Caratteristiche

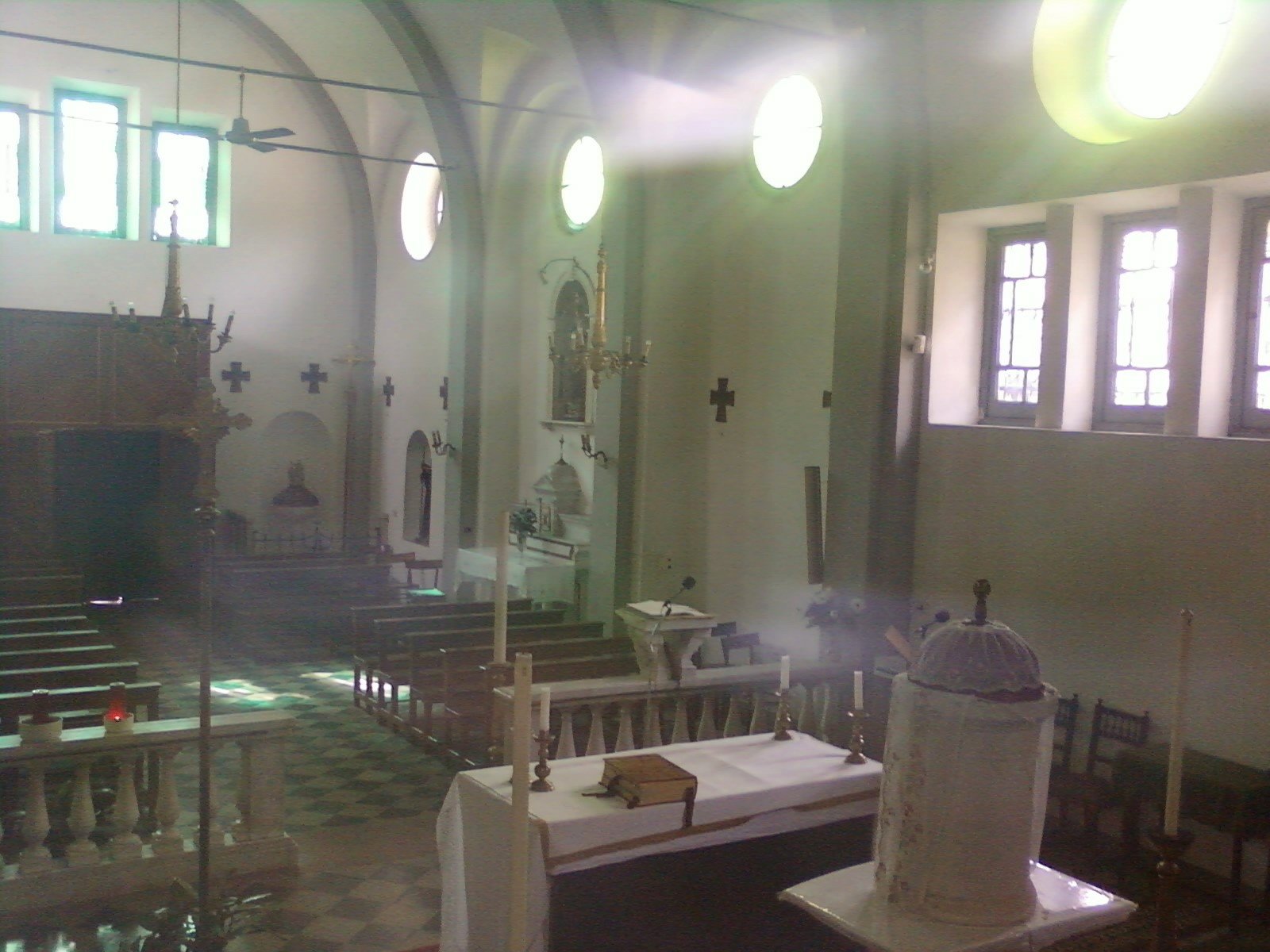
L'interno

La chiesa di San Bartolomeo  fu edificata agli inizi del XX secolo, con l'ampliamento di un preesistente piccolo edificio funerario.
Si trova al centro di una piccola frazione che sorge praticamente in mezzo al bosco (da cui il nome di San Bartolomeo del Bosco).
L'edificio ha navata unica ed è privo di un valore artistico di rilievo, come anche le poche opere all'interno conservate.
Dell'altare maggiore, modificato negli anni '70 in base alle regole liturgiche dettate dal Vaticano II° è stata conservato il piano della mensa con la pala originaria recante una decorazione mariana in rilievo, mentre dagli angeli in marmo che ne decoravano le ali è stato ricavato il leggìo, posto in cornu Evangeli. Anche il tabernacolo, posto ora in posizione isolata al centro del presbiterio, è stato recuperato dall'Altare primitivo.
L'abside,  a base poligonale, ha le  pareti  rifasciate dagli stalli di un coro ligneo di semplice fattura.
Da qualche anno, con il permesso della Curia di Savona, la canonica adiacente alla chiesa  è stata attrezzata per accogliere gruppi giovanili o familiari.
Le informazioni sono sul sito della Diocesi di Savona, alla voce Case per Gruppi giovanili e sul sito scoutadvisor.it
Le prime notizie sul posto sono contenute in uno scritto dello storico R. Bracco, nel quale indica la prima metà del 1300 come epoca della fondazione.
"Il quarto romitorio (Agostiniano) era nel centro della Riviera di Ponente, in quel di Savona, nell’entroterra. Quei fondatori erano uomini intelligenti, di buon gusto, di senso del pratico. Sbarcati a Savona –o Sabatia- non si fermarono al primo posto, contenti di aria e di sole sugli scogli come quelli del Mesco, ma si inoltrarono nella valle del Letimbro -allora Lavagnola- per una dozzina di kilometri, fermandosi su di una specie di promontorio proteso in mezzo ad una vasta conca, ricca di acque sorgive, di campi fertili, di boschi canori con ricca selvaggina e legname per tutti gli usi, dondole il nome: Santo Bartolomeo del Bosco. Il vescovo Gherardo, agostiniano, bergamasco (1342-1355), li fece scendere in città, fabbricò per loro la chiesa di S. Agostino (...).  Sul più bel prato di San Bartolomeo del Bosco -ora parrocchia- una doppia fila di tombe terragne, in calce più dura del calcestruzzo, aspetta che qualche appassionato storico agostiniano vada lassù a scoprire i segreti della preistoria agostiniana savonese.